# Cuglieri
Cuglieri (sardisk: Cùllieri) er en by og en kommune (comune) i provinsen Oristano i regionen Sardinien i Italien. Byen ligger i 479 meters højde og har 2.671 indbyggere (2016). Kommunen har et areal på 120,54 km² og grænser til kommunerne Narbolia, Santu Lussurgiu, Scano di Montiferro, Seneghe, Sennariolo og Tresnuraghes.